# Municipio de Hopewell (condado de Perry)
El municipio de Hopewell (en inglés: Hopewell Township) es un municipio ubicado en el condado de Perry en el estado estadounidense de Ohio. En el año 2010 tenía una población de 2399 habitantes y una densidad poblacional de 24,56 personas por km².

## Geografía
El municipio de Hopewell se encuentra ubicado en las coordenadas 39°52′14″N 82°18′28″O / 39.87056, -82.30778. Según la Oficina del Censo de los Estados Unidos, el municipio tiene una superficie total de 97.67 km², de la cual 97,27 km² corresponden a tierra firme y (0,41 %) 0,4 km² es agua.

## Demografía
Según el censo de 2010, había 2399 personas residiendo en el municipio de Hopewell. La densidad de población era de 24,56 hab./km². De los 2399 habitantes, el municipio de Hopewell estaba compuesto por el 97,54 % blancos, el 0,13 % eran afroamericanos, el 0,21 % eran amerindios, el 0,17 % eran asiáticos, el 0,21 % eran de otras razas y el 1,75 % eran de una mezcla de razas. Del total de la población, el 0,88 % eran hispanos o latinos de cualquier raza.